# Aeoliah
Jonathan Fairchild, in arte Aeoliah (1950), è un polistrumentista tedesco di musica new age.

## Biografia
Da ragazzo studia violino e pianoforte, suonando il primo in orchestrine scolastiche, ma amando principalmente il secondo. La sua famiglia emigra negli Stati Uniti nel 1960. Laureatosi nel 1972 in belle arti presso l'Università del New Mexico, le sue opere artistiche sono state esibite nell'Art Institute di Chicago e nello Stedelijk Museum di Amsterdam. Nel 1979, mentre sta dipingendo un quadro intitolato Music of the Spheres, comincia a sentire dentro di sé una energia creativa. Così pensa che luce e suono siano profondamente legati come forma di energia universale e ne trae ispirazione per il suo primo lavoro musicale del 1980, che diverrà, nel 1981, il suo primo album Inner Sanctum, dove suona arpa e sintetizzatore, accompagnato da Don Robertson al moog e al piano e da Larkin al flauto.
I suoi dischi vengono notati tra cui soprattutto Angel Love (1985) ottiene un notevole successo a Hollywood. L'attrice Marla Maples ha dichiarato che la musica di Aeoliah l'ha aiutata durante la gravidanza del suo primo figlio. Anche ospedali e operatori sanitari hanno trovato utile la musica rilassante di Aeoliah. Ha anche vinto degli award con Awakening Your Inner Light e Secret Gardens of the Heart.
Negli anni 2000 ha collaborato con il compositore inglese Mike Rowland con cui ha realizzato due album: The Reiki Effect e The Reiki Effect 2.

## Discografia

### Album
- 1981 – Inner Sanctum (Helios / Oreade Music)
- 1984 – The Light of Tao (Helios)
- 1985 – Angel Love (Helios)
- 1985 – The Seven Chakras: Crystal Illumination (Helios/Oreade Music)
- 1985 – Majesty (Helios)
- 1989 – Love in the Wind (Helios)
- 1991 – The Other Side of the Rainbow (Helios 77)
- 1991 – Journey Home: On Wings of Light
- 1991 - The Magic Presence con Divino
- 1992 – Angel Love for Children
- 1994 – Angels of the Heart
- 1994 – Chambers of the Heart: A Celebration Of Love, Romance, And Joyful Passion
- 1994 – Light at Mount Fuji (live)
- 1995 – Healing Music for Reiki 1: Mandala of Purity
- 1996 – Angels of Healing: Music for Reiki, Massage, Healing, and Alignment, Vol. 3
- 1996 – Healing Music for Reiki 2: Mandala of Integration
- 1996 – Healing Music for Reiki 3: Mandala of Unity
- 1997 – Healing Music for Reiki 4: Mandala of Transformation
- 1997 – Angels of Healing: Music for Reiki, Massage, Healing, and Alignment, Vol. 4
- 1998 – Angels of Healing: Music for Reiki, Massage, Healing, and Alignment, Vol. 1
- 1998 – Aeoliah Colors Of The Heart: A Celebration Of Love, Romance And Joyful Passion
- 1998 – Angel's Touch: Music For The Heart Chakra
- 2000 – Anchoring Your Light Body
- 2000 - The Reiki Effect con Mike Rowland
- 2000 – Angels of Healing: Music for Reiki, Massage, Healing, and Alignment, Vol. 2
- 2000 – Love In The Wind
- 2001 – Zen Peace
- 2001 - Activating Your Chakras Through the Light Rays
- 2001 - The Reiki Effect 2 con Mike Rowland
- 2002 – Angel Love II: Sublime
- 2003 – J'Adore: Music to Adore Your Spirit
- 2004 – Dolphin Serenade: Music to Soothe Mind, Body & Soul
- 2006 – Realms of Grace: an Angelic Experience
- 2007 – Divinaura
- 2008 – The Liquid Light of Healing
- 2009 – Magnetizing Your True Love
- 2010 – Serenity
- 2011 – Elixir Immortale
- 2011 - A Drop of Buddha's Tears
- 2012 - Entranced
- 2013 - Ascended Victory

### Raccolte
- 1990 – The Other Side of the Rainbow
- 1995 - Echoes Of Tomorrow. Music Anthology 2
- 1998 - The Best Of Aeoliah
- 2000 – Serene
- 2000 – Sanctuary of Rejuvenation: Music for Spas
- 2002 – Bliss: Music for Spas